# Johan Adam Cronstedt
Johan Adam Cronstedt, född 12 november 1749, död 21 februari 1836, var en svensk greve, militär; generallöjtnant, son till Carl Johan Cronstedt och bror till Fredrik Adolf Ulrik Cronstedt samt syssling till Carl Olof Cronstedt.

## Biografi
Cronstedt kom tidigt i militärtjänst, snart även i hovtjänst och blev 1784 major. Som sådan deltog han i kriget 1788–1790 varunder han särskilt utmärkte sig i en strid vid Kymmene älv. 1793 blev Cronstedt överste, 1802 generaladjutant, och 1806 chef för Savolaxbrigaden, som då var i ett ganska dåligt skick. Vid krigsutbrottet 1808 sköt Cronstedt själv till pengar för att få brigaden i stridbart skick, men anträdde därefter återtåget mot Uleåborg, dit han efter en del småstrider ankom i mars. För sin försummelse att under reträtten tillräckligt sörja för huvudarméns flank, vilket kunnat få svåra följder, erhöll Cronstedt en skarp förebråelse.
I slaget vid Revolax 1808 misslyckades Cronstedt på grund av sin sena ankomst i planen att helt omringa ryssarna, men hans kraftigt ansatta och väl ledda anfall ledde dock till en viktig seger för svenskarna. Cronstedt deltog även med framgång i slaget vid Lappo och slaget vid Alavo, men blev vid det senare slaget svårt sårad. När han blivit någorlunda återställd fick Cronstedt befälet i Umeå.
22 mars året därpå överrumplas han, som befälhavare i Umeå, av ryska trupper som under mycket svåra vinterförhållanden marscherat över kvarken. Efter smärre strider begärde Cronstedt vapenvila inför ryske befälhavaren Michail Barclay de Tolly, som kräver att de svenska trupperna lämnar Umeå. Då brister tålamodet hos de svenska och finska soldaterna som plundrar förråden och super sig fulla – tillsammans med ryska soldater, inför bestörta befäl på båda sidor. Efter tre dagar får Barclay de Tolly order om att återvända till Finland, vilket han kan göra med gott om proviant från Umeå.
Han nämns i två dikter i Johan Ludvig Runebergs stora nationalepos Fänrik Ståls sägner, dels i Fältmarskalken, dels i Fänrikens hälsning.
Kort därefter begav sig Cronstedt till Stockholm, där han utnämndes till generallöjtnant, men användes inte för någon vidare krigstjänst. 1810–1817 var Cronstedt tillförordnad landshövding i Linköping.

### Familj
Cronstedt gifte sig 9 februari 1796 med friherrinnan Ottiliana Beata Maria Stackelberg (1773–1836), dotter till generallöjtnanten friherre Bernt Fredrik Johan Stackelberg och Virginia Sofia Adlerberg. De fick tillsammans barnen Fredrika Cronstedt (1797–1889) som var gift med generalmajoren friherre Carl Melker Strömfelt, Henrietta Cronstedt (1799–1890), Adamina Cronstedt (1804–1881) som var gift med kaptenen Otto Evert Taube och militären och tecknaren Johan Adam Cronstedt (1811–1863).

## Utmärkelser
- Riddare av Svärdsorden,  1790[3]
- Kommendör av Svärdsorden,  1808[3]
- Riddare med stora korset av Svärdsorden,  1808[3]
- Kommendör med stora korset av Svärdsorden,  1809[3]
- Kungliga Serafimerorden,  4 juli 1827[4]

[Redigera Wikidata]